# ニザール派

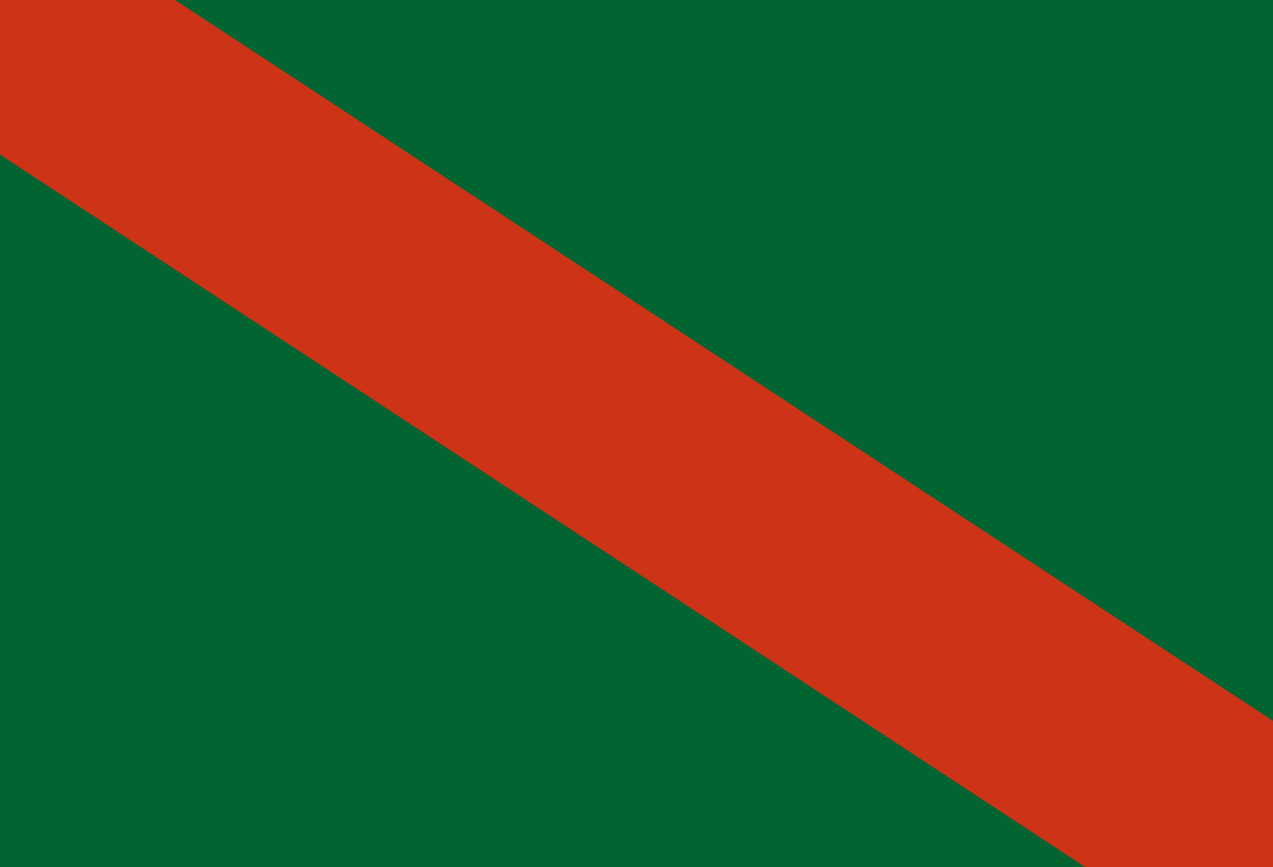

ニザール派（ニザールは、ペルシア語: نزاریان, Nezāriyān、アラビア語: نزارية, Nizārīya）は、イスラム教のシーア派・イスマーイール派の分派。1094年、ファーティマ朝のカリフ＝イマーム位をめぐってイスマーイール派は二派に分裂したが、そのうちの一方がニザール派（もう一方はムスタアリー派）である。史料や現在の報道、学術的著作でも単にイスマーイール派としてムスタアリー派と一括して扱われることが多い。
ニザール派はハサニ・サッバーフの指導するイラン方面のイスマーイール派で支持を獲得。11世紀末から13世紀半ばまでシリア地方からホラーサーンに点在する城砦およびその周辺領域を保持し、イラン高原のアラムートに築城されたアラムート城砦を中心に独立政権を打ち立てた。時に敵対するセルジューク朝や十字軍の要人を暗殺するという手段を用いたことから暗殺教団の別称が生まれ、のちに大麻吸引などと結びつけられて伝説化した（これについては暗殺教団を参照）。
13世紀半ばのモンゴル帝国軍の到来によってほとんどの城砦を失うが、広い地域に散在するコミュニティは存続し、現在ではインド、パキスタン、シリア、アフガニスタン・タジキスタン・ザンジバルなど東アフリカおよび欧米に信徒を擁する。特にインド・パキスタン方面のホージャー派のニザール派コミュニティおよびアフガニスタン・タジキスタンのニザール派コミュニティの指導者アーガー・ハーンは、絶大な財力を背景に同地域に社会的影響力を誇る。

## 歴史

### ニザール派の成立
1095年、イスマーイール派第18代イマーム、すなわちファーティマ朝第8代カリフ・ムスタンスィルの没後、イスマーイール派はそのカリフ＝イマーム位を巡って二派に分裂した。当初は兄ニザールが継承することとなっていたが、当時のファーティマ朝において全権を握る宰相アル＝アフダル・シャーハンシャーフは、妹婿でニザールの弟アフマドをムスタアリーとして登極させた。ニザールはこれに反発してアレクサンドリアで反乱を起こした。このときニザールを支持した人びとを後代ニザーリーヤ、すなわちニザール派と呼ぶ。反乱自体は早期に鎮圧され、ニザールもカイロに幽閉された後、1098年までには没してしまった。
当時のイスマーイール派は本拠地エジプトにおけるファーティマ朝の衰勢とは裏腹に、中央アジア、イラン、イエメン、シリアなどに教線をのばしていた。これら諸地域の大部分は分裂に際して、ファーティマ朝のムスタアリー派をとったが、イランとイラクおよびごく一部のシリアのイスマーイール派はニザールのイマーム位継承を支持した。彼らはファーティマ朝およびカイロのダアワとの絶縁を選び、独自のダアワを設立した。これをもってニザール派の成立とする。

### イランのイスマーイール派とハサニ・サッバーフ
11世紀以降、サーマーン朝衰退後の中央アジアからイラン東部にかけて教勢を伸ばしたイスマーイール派は、1070年ころにはダイラム（Daylam）からホラーサーンにいたる地域で、勢力を蓄えていた。この時期はセルジューク朝の確立期にあたっており、スンナ派の正統性を強く主張するセルジューク朝は、イスファハーン近郊からセルジューク朝の領域を指揮するダーイー・アブドゥルマリク・イブン・アッターシュのイスマーイール派に対する圧力を強めつつあった。これに対しイスマーイール派は1090年のハサニ・サッバーフによるダイラムのアラムート城砦奪取を皮切りに、各地で公然とセルジューク朝に対する反抗を開始し、セルジューク朝もイスマーイール派各拠点の包囲など大規模な鎮圧に乗り出していた。しかしセルジューク朝は1092年に宰相ニザーム・アル＝ムルクが暗殺され、さらにスルタン・マリク・シャーが没すると内乱状態に陥ってしまう。イスマーイール派はこれに乗じて、イラン各地の山岳城砦などを攻略し、確固たる地歩を築くことになる（なお、ニザーム・アル＝ムルクの暗殺に関しては『集史』以降イスマーイール派によるものともいわれるが、実情は不明である）。
この状況の中で活躍し、1094年ころまでにイラン方面のイスマーイール派で頭角を現したのがアラムート城砦を本拠としたハサニ・サッバーフである。ハサニ・サッバーフは1081年にエジプトから帰還して、イラン各地を旅し、1085年ころからダイラムで活動を始めた。1090年にはアラムート城砦を奪取。イスマーイール派はイラン各地にダーイーを派遣してアラムート同様に山岳城砦を中心とした防備の堅い渓谷など自治的領域を形成するという手法によってセルジューク朝に対抗した。このような領域はイラン北部アルボルズ山中やイラン南部フーゼスターンからファールスにかけてのザーグロス山中、そしてホラーサーン東部のクヒスターン（Quhestan）などの地域内各所に形成された。またセルジューク朝支配下の地域でも、イスマーイール派の村は点在し、都市においてもイスマーイール派信徒は存在した。彼らはシーア派のタキーヤ（信仰秘匿）の伝統に従い、表向きスンナ派信徒として振る舞う一方、イスマーイール派であることを明らかにして戦う諸地域への援助を行っていた。この戦略は強大な軍事力をもつ一方で各都市統治者ごとの分権傾向がつよいセルジューク朝に対して非常に有効に機能した。こうしてイスマーイール派はイラン高原に自治領域を連ねて政治勢力を形成することに成功する。
イスマーイール派は同時にフィダーイー（自己犠牲を辞さない者という意味）による暗殺という手段を用いての敵対有力者の排除も辞さなかった。このためスンナ派の立場を重視する住民のあいだでは蛇蝎の如く忌み嫌われることになった。暗殺教団の言説におけるさまざまな伝説の素地はここにある。後代史料ではこの時期の暗殺はすべてイスマーイール派およびニザール派に結びつけられる傾向があるが事実として明らかになっているわけではない。また暗殺者の動機付けのための大麻使用については、アラビア語・ペルシア語などのスンナ派側の敵対的後代史料でも言及されておらず事実とはできない。（詳細は暗殺教団参照）。
1095年のファーティマ朝におけるイマーム＝カリフ位を巡る争いで、ハサニ・サッバーフをはじめイラン方面のイスマーイール派は、ニザールを支持した。この要因をハサンのエジプト滞在時に当時の宰相バドル・アル＝ジャマーリー（ニザールにかわってムスタアリーをカリフとした宰相アフダルの父で、ムスタアリーの義父）と確執を生じたため、と説明することもあるが、これは伝承の域を出ず、実情としてのニザール支持の背景は必ずしも明らかではない。しかし、イラン地域の現地ダアワはセルジューク朝との激しい対立関係の中で苦闘し、独自に確固たる地歩を築いてきた。さらにセルジューク朝との対立関係の背景には地元民の反テュルクの傾向もあった。こうしたイラン現地のダーイーたちがカイロのダアワに対する発言力を強め、ここにいたって独立ダアワを志向したとする説明も可能である。彼らはエジプトでのニザール支持派の早期の衰退に対し、イラン方面でアラムートを中心に長期にわたる政権を築くことになる。

### アラムートのニザール派政権

#### ニザール派政権の確立
ファーティマ朝との関係を絶ったあと、ハサニ・サッバーフはイラン各地のイスマーイール派をアラムートを中心とする組織として整備する一方、奪取あるいは新設した城砦の維持と領域の拡大、シャリーアの厳格な施行に努めた。セルジューク朝の中心地のひとつイスファハーン周辺ではアフマド・イブン・アッターシュ（先述のアブドゥルマリク・イブン・アッターシュの息子）が1100年、ゲルドクーフ城砦（シャー・ディズ城砦）を落とし、アラムート周辺では1102年、配下のブズルグ・ウミードがアラムートの西方にあるランバサル城砦を落としてアラムート地域の防衛を強化。クーヒスターンでも教勢の拡大により、アラムート周辺につぐニザール派の拠点としての位置を確たるものとした。また1100年前後からハサニ・サッバーフはシリアにもダーイーを派遣している（シリアでのニザール派については後述）。
しかしマリク・シャー没後のセルジューク朝の混乱は1104年には一段落し、1106年のバルキヤールクの没後イラン方面のセルジューク朝権力はムハンマド・タパルに集約されることになった。ムハンマド・タパルはニザール派の一掃を期して反攻に転じた。1107年にシャー・ディズ城砦が陥落、ほかにもザーグロス山脈方面でいくつかの城砦が陥落した。またアラムート近辺のガズヴィーンの街でも争奪が繰り返されている。1115年ころからはセルジューク朝軍による大規模なアラムート城砦包囲戦が行われたが、1118年のムハンマド・タパルの死去によって包囲軍は瓦解、アラムートは窮地を脱した。こうしてハサニ・サッバーフはマリク・シャー、バルキヤールク、ムハンマド・タパルの三代にわたるセルジューク朝の包囲をことごとく退けたことで名声を博し、名実ともにニザール派第一の指導者として認められることになるが、イランでのニザール派の拡大も1110年前後には限界に達し、以降セルジューク朝との攻防は一進一退を繰り返す膠着状態となった。ハサニ・サッバーフは1124年6月に没した。
ハサニ・サッバーフはイマームのフッジャとしてニザール派を指導したとされる。フッジャとはアラビア語でシーア派の文脈では「証し」を意味する。ニザール派がイマームとするニザールは1098年までにカイロで没しているが、ニザール派では代わるイマームを立てることをせず、ニザールは行方不明ないし「隠れ」の状態に入ったものとして扱い、ハサニ・サッバーフはフッジャ、すなわちイマームと唯一意を通じることの出来るイマームの代理者であるとしたのである。実際、ニザール派鋳造貨幣は12世紀後半に至るまでニザールのイマーム名アル＝ムスタファの名が刻まれている。同時にハサニ・サッバーフはアラムートに古今の図書を集めた図書館を設置、以降アラムートの落城まで多くの学者を引きつけた。
ハサニ・サッバーフのあとを継いだのが、ランバサル城砦を治めるブズルグ・ウミードら4人のダーイーであった。ブズルグ・ウミードは徐々に他を圧倒し、1138年の死まで単独の支配を確立した。ブズルグ・ウミードはハサニ・サッバーフの施策を継承し、セルジューク朝との一進一退を維持した。1129年にはスルタン・マフムードから停戦が提案されたがこれを拒絶。また1131年にはアリー朝のザイド派イマーム、アブー・ハーシム・ジュルジャーニーを捕らえて処刑している。1135年のアッバース朝カリフ・ムスタルシドの暗殺に関与したともされる。1138年2月9日、ブズルグ・ウミードは没し、息子ムハンマドが後を継いだ。以降、アラムートの指導者は代々ブズルグ・ウミードの子孫が継承する。第3代フッジャとなるヌールッディーン・ムハンマド（ムハンマド1世）の時代には、アラムートによるニザール派全体の統治がほぼ確立され、ニザール派領域は安定した。このころまでにはバダフシャーン（アフガニスタン最北東部））のイスマーイール派もアラムートの下に入った模様である。各地のダーイーはアラムートの指示に完全に服従することになるが、一方で重大な事態が発生しない限り、その自治性は認められた。20年強にわたってニザール派を率いたムハンマド1世は1162年2月21日に没し、息子ハサン・ズィクリヒッサラーム（ハサン2世）があとを継いだ。

#### キヤーマの宣言による急進化
ハサン2世の統治は4年弱と短かったが、ニザール派の歴史の中でも非常に重要な時代である。アラムートの指導者は、ハサン2世にいたるまでニザール派の主席ダーイーかつニザールのフッジャ、すなわち代理人としてニザール派を率いてきたが、1164年8月ハサン2世はキヤーマを宣言したのである。イスマーイール派におけるキヤーマとはイマームのカーイム（＝マフディー＝救世主）としての再臨のことであり、その日シャリーアは廃棄される。ハサン2世はこれにしたがって、シャリーアを廃棄、しかも自らがニザールの子孫であり、イマームであると示唆したのである。シャリーアの廃棄は通常イスラームの枠外に出ることを意味するが、ニザール派はハサン2世に従ってこの主張を完全に受け入れた。ただし実際のニザール派の活動においては教条的なシャリーア実践が改められたものの、頽廃的な乱脈に陥ったという史料の報告はない。
1169年1月9日、ハサン2世は保守派の義弟に殺害された。しかしあとを継いだ息子のヌール・アッディーン・ムハンマド2世もハサン2世の施策を受け継いだ。ムハンマド2世はアラムートの指導者はイマームとして、ニザール派の前に立ち、ハサン2世の教義の洗練に力を注いだ。すなわち父ハサン2世はニザールの子孫であると論じたのである。彼の40年強の統治は安定し、セルジューク朝の統一権力も完全に瓦解したこの時代、周辺諸勢力との関係においても比較的平和であった。シリアのニザール派が全盛期を迎えるのもこの時代である。ムハンマド2世は1210年9月1日に没し、ジャラール・アッディーン・ハサンすなわちハサン3世があとを継いだ。

#### ホラズムシャー朝とスンナ派化
ハサン3世の時代は激動の時代であった。父ムハンマド2世の晩年はホラズムシャー朝の拡大期にあたり、ホラズム・シャー朝の援助を受けたアッバース朝の束の間の復興期でもあった。このような状況下にあってハサン3世は、祖父ハサン2世によるキヤーマの教義を廃止し、さらにスンナ派ウラマーを招聘し、スンナ派シャリーアの実践を命じた。すなわちニザール派としての独自性だけでなく、シーア派イスマーイール派としての立場さえ捨て去ったのである。セルジューク朝以降絶えてなかった強大な軍事力を背景としたホラズムシャー朝の圧力は非常に強いもので、ニザール派は従来の徹底的対立関係を維持することはできず、最低限政治的権力としての独立性を維持するためにホラズムシャー朝などとも是々非々の外交関係を結んで孤立的状況を脱するためにとった政策であったと考えられている。ハサン3世はこの政策に基づき1211年、アッバース朝と和平を結び、ニザール派領域の統治権をアッバース朝カリフ・ナースィルの名において認められた。これはとりもなおさずホラズムシャー朝による認知という意味も持った。ニザール派はこの政策を困難な状況下におけるタキーヤ（信仰秘匿）と解釈して方針を受け入れ、ニザール派領域はその安全を確保したのである。そうしてイルデニズ朝のアタベグ・ウズベグ（Atabeg Uzbek、1210–1225）との同盟によって若干の勢力拡大をしている。
1221年11月ハサン3世は没し、息子アラーウッディーン・ムハンマド（ムハンマド3世）があとを継いだ。このときムハンマド3世は9歳で、父の臣下たちによって政務が代行され、スンナ派化政策は継続された。1230年にはホラズムシャー朝の統治者の名によってフトバを読むようにホラズムシャー朝から要請されている。しかしムハンマド3世が政務を執るようになると、スンナ派シャリーアの実践は徐々に弱められるようになった。これはムハンマド3世の個性とも、1231年以降のホラズムシャー朝の急速な弱体化に伴う再度の独立傾向とも考えられる。ニザール派はこの時点でホラズムシャー朝と敵対するアッバース朝およびモンゴル帝国と通好関係を結び、権力空白に乗じて再び拡大に転じた。さらにインドへのニザール派宣教に成功している（ホージャー派を参照）。また文化的繁栄も見た。ナスィールッディーン・トゥースィーなど多くの学者がニザール派領域を訪れ、ハサニ・サッバーフの遺した図書館を利用し研究を行った。しかしムハンマド3世の晩年には迫り来るモンゴル帝国との対立を惹起して抗戦体制に入り、おそらくはこれにも関連した相続争いが起こってしまう。結局1255年12月1日、ムハンマド3世が没すると（一説には信徒に殺害され）、当初の後継者候補で長男ルクヌッディーン・フールシャーがあとを継ぐ。ルクヌッディーン・フールシャーは最後のアラムートの支配者である。

#### アラムート政権の終焉

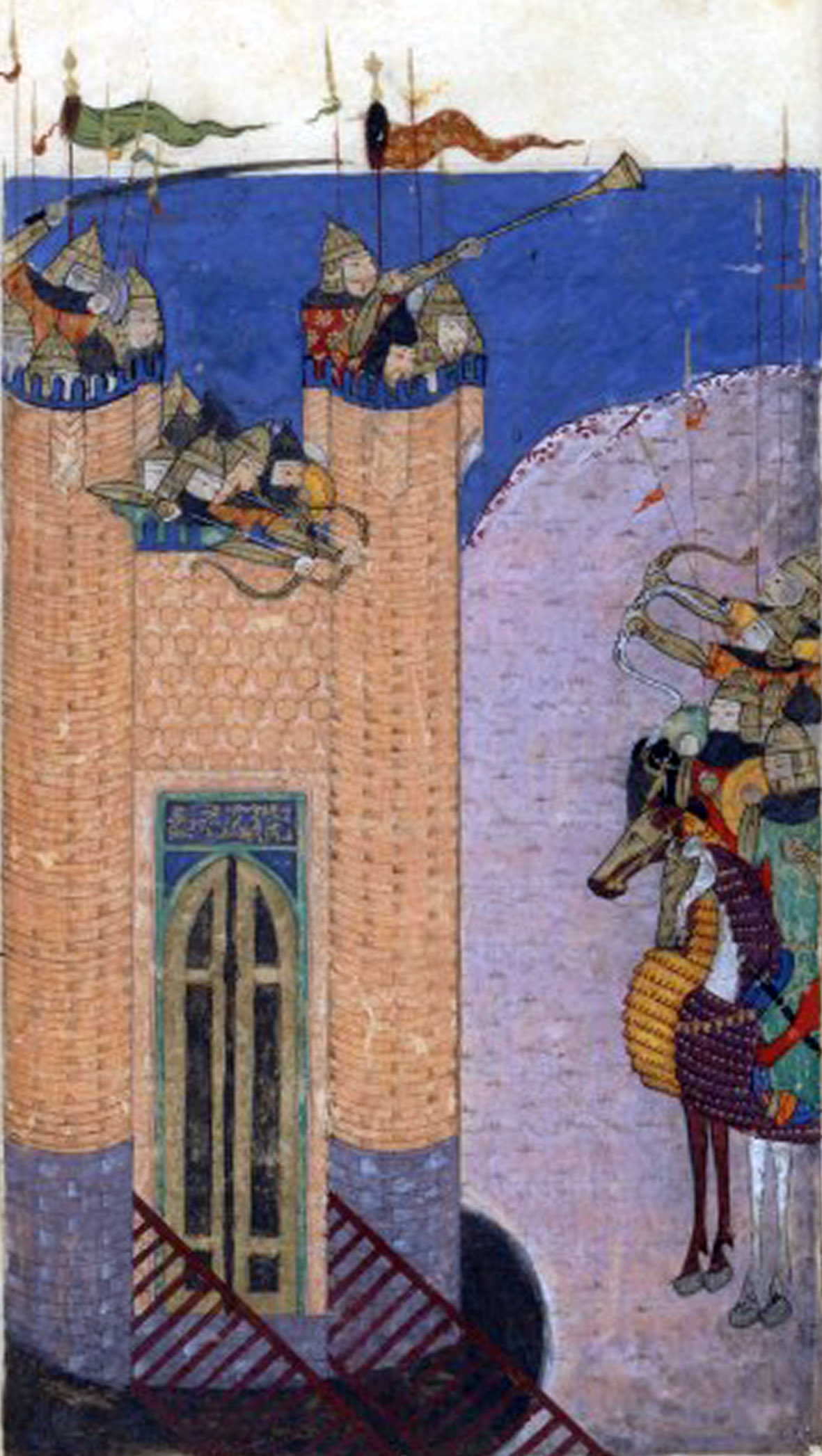
アラムートに籠城するニザール派と攻撃するモンゴル軍（1256年）

すでにニザール派東方領域ではモンゴル帝国軍の攻撃にさらされていたが、1256年4月には徐々に西進していたフレグ率いる大軍がイランに入り、ニザール派諸拠点の攻撃を開始した。ルクヌッディーン・フールシャーはモンゴル軍によるニザール派壊滅を望むスンナ派諸勢力の懐柔を通じて、モンゴル軍による攻撃を避けようとして交渉に入る。しかしながらその複雑な対立関係により交渉は失敗、フレグからはイマームおよびニザール派のモンゴルへの完全服従という無条件降伏を求める最後通牒を受け取ることになる。これをめぐってニザール派が紛糾する間、モンゴル軍はアラムート周辺に対する攻撃を開始し、当時ルクヌッディーンの滞在していたマイムーン城砦を集中的に攻めあげた。マイムーン城砦はアラムート城砦に比べ防備が薄く、11月8日、フレグ自身の指揮による総攻撃が始まり、数日のうちに降伏を余儀なくされた。11月19日にはルクヌッディーンが城を出た。
モンゴル軍はルクヌッディーンを鄭重に扱い、残る諸城砦に対し降伏を命じさせた。これにしたがって諸城砦は次々に降伏したが、アラムート城砦は12月、ランバサル城砦は1257年まで持ちこたえ、さらに1270年ころまで抵抗した城砦もある。しかし大勢としては諸城砦の降伏によって、約150年にわたるニザール派独立政権はルクヌッディーンの降伏によって滅亡したといえる。1257年3月9日、ルクヌッディーンは大カアン・モンケに謁見するためカラコルムへ旅立った。しかし抵抗を続ける城砦の存在を理由に謁見はかなわず、その帰途の1257年春、モンゴル高原ハンガイ山脈付近で殺害され、ニザール派はイマームを失うことになる。また諸城砦もモンゴル軍によって次々に破却され、アラムートの大図書館も失われた。

### シリアにおけるニザール派
1095年のニザールとムスタアリーによるファーティマ朝＝イスマーイール派の指導権争いで、シリアのイスマーイール派の大部分、特にダマスカス、アレッポなどのイスマーイール派はことごとくムスタアリーにつき、ニザール支持派はハマー北部などシリア中部の山岳地帯を中心にごく少数を擁するに過ぎず、小さなコミュニティに分かれた群小勢力に過ぎなかった。しかし1100年ころからハサニ・サッバーフによってアラムートからシリアにダーイーが派遣されるようになり、シリアにおけるニザール派の再組織化が急速に進み、ムスタアリー派と争うようになる。しかし、シリアの政治状況において有力な一勢力となるには、以降半世紀を必要とした。
このころにはシリアにおけるファーティマ朝の衰勢は明らかになっており、シリア・セルジューク朝および麾下の諸政権、十字軍などが混在する非常に複雑な状況になっていた。ニザール派はこの混乱を背景にハマー北部から徐々に勢力を伸ばそうとするが、イランにおけるのと同様に要塞奪取を試みてたびたび失敗している。1126年にはダマスカスのブーリー朝初代トゥグテギーンはブーリー朝統治域内におけるイスマーイール派を公認し、十字軍との前線たるバーニヤース城砦を与えている。しかしトゥグテギーンを継いだブーリーは反イスマーイール派に転じ、ダマスカスにおける反イスマーイール派暴動に荷担した。ニザール派はダマスカスから一掃されて弱体化し、バーニヤース城砦も十字軍の手に渡る。これ以降ニザール派はその拠点をハマーの西、ジャバル・バフラーに移す。1130年代にはこの区域でいくつかの城砦を購入ないし獲得、1140年には以降の拠点となるマスヤーフ城砦を得た。
シリアのニザール派は、アラムートから派遣されるダーイーによって指導された。その中でもっとも有名なのがラシード・ウッディーン・スィナーンで、1165年ころからシリアのニザール派を指導している。この時期はアラムートでのハサン2世の統治期に当たり、シリアでもハサン2世のキヤーマ宣言は受け入れられている。スィナーンはフィーダーイーを組織化し戦闘に投入、さらに暗殺も行わせた。トリポリ伯レーモン2世（1152年没）やモンフェラート侯コンラート1世（コンラド）（1192年没）もその犠牲者といわれる。ヨーロッパにおける「暗殺教団」伝説の「山の老人」はスィナーンが直接のモデルである。スィナーンはザンギー朝や十字軍、さらにサラーフッディーンなどの諸勢力のあいだで同盟と対立を巧みに利用し、ニザール派勢力を拡大した。またアラムートに対し独立の傾向を示したが、1192年ころにスィナーンが没すると、シリアのニザール派も再びアラムートに絶対服従へ立ち戻りつつ、シリアの複雑な情勢を生き延びていった。
イランのニザール派政権がモンゴル帝国によって崩壊すると、シリアのニザール派もモンゴルの圧力を受け、さらに加えてマムルーク朝の圧力も受けるようになる。1273年には最後の城砦がマムルーク朝のバイバルスに降伏した。シリアのニザール派はマムルーク朝への服従を条件に信仰を許され、ジズヤを支払ってコミュニティーを維持した。周辺のヌサイリー派との争いを続けながら、マムルーク朝、オスマン朝の時代を生きた。シリアのニザール派は大部分ムハンマド・シャー派（後述）であったが、19世紀までにイマームの存在が確認されなくなると、インドへ使節を派遣してイマーム捜しを行うものの果たせず、一部はカースィム・シャー派（後述）のアーガー・ハーンをイマームとすることになった。現在でもカースィム・シャー派として約30,000人、ムハンマド・シャー派として約15,000人がシリアに残っている。

### アラムート後のニザール派

#### その後のイランと各地のニザール派
モンゴル帝国によるニザール派国家の滅亡は、イランのニザール派を苦況に陥れた。アラムート周辺以外の城砦も次々に陥落ないし降伏し、散在するニザール派の村々の多くは四散、あるいはスンナ派への改宗を余儀なくされ、可能なものはインドやバダフシャーンのニザール派コミュニティのもとへと旅立ったのである。しかし、イルハン朝統治下タキーヤによりニザール派信仰を秘匿し、スンナ派を装う者も少なくなかった。
アラムートのイマーム位は、ルクヌッディーン・フールシャーがモンゴル高原に没したあと、ひそかに幼い息子（ないしは孫）シャムス・アッディーン・ムハンマドが継いだ。1275年ころにニザール派はアラムートをごく一時的に奪還した。シャムス・アッディーン・ムハンマドはタブリーズ周辺のアゼルバイジャン地方に身を隠し1310年ころに没している。中心地イランのニザール派は政権としては崩壊したが、ニザール派ダアワは生き延び、ダイラムやクーヒスターンにおいては独自の勢力を築くこともあった。中央アジア山岳地方バダフシャーンのニザール派コミュニティはミールやピールといった称号の統治者のもとでティムール朝やシャイバーン朝の圧力に耐えて19世紀末までショグナーンを中心に地方政権を維持、ほかにもニーシャープール、フンザ、ギルギットなどに生活を営んだ。インド方面のニザール派もこのころの詳細はほとんどわからないもののピールの指導のもとコミュニティを維持し、当初のムルターンを中心とするスィンドからグジャラート、デカン、デリー方面に拡大しつつあった（インドのニザール派についてはイスマーイール派およびホージャー派も参照）。
こうした中でアゼルバイジャンのイマーム位は系統もはっきりせず、数代のうちにカースィム・シャー派とムハンマド・シャー派の二派に分かれている。ムハンマド・シャー派イマームは18世紀末に姿を消すが、カースィム・シャー派はその初期の動向ははっきりしないものの、現在のアーガー・ハーンに至るまでイマーム位を継承した。彼らはタキーヤを実践し、十二イマーム派やスンナ派のスーフィーのシャイフ（長）を装い、この時期以降、教義や伝承の面でスーフィー・タリーカ（≒教団）の著しい影響を受けることになる。彼らの活動は14世紀半ばころから再び史料にあらわれてくる。

#### ムハンマド・シャー派
1375年ころ、ムハンマド・シャー派のイマーム・フダーワンド・ムハンマドがあらわれ、ダイラムを中心に活動した。おそらくはアラムート周辺のダイラムでは、政権滅亡後もニザール派勢力（ムハンマド・シャー系）は活動しており、ザイド派のアリー朝と争っていたものと思われる。フダーワンド・ムハンマドはザイド派アリー朝のサイイド・アリー・キヤーに退けられてティムール朝に逃れ、スルターニーヤに軟禁された。彼の家系は早くとも1489年までスルターニーヤに在った。同時期もダイラムでのニザール派の活動は継続されているが、サファヴィー朝中期頃までにほとんど姿を消す。
1507年にはムハンマド・シャー系イマーム・シャー・ラーズィー・アッディーンがバダフシャーンにあらわれ勢力を確立している。その子とも思われるムハンマド・シャー系でもっとも有名な16世紀初のイマーム、シャー・ターヒル・フサイニーは当初サファヴィー朝に仕えたがシャー・イスマーイール1世の疑いを受けてイランから追放されデカンへ赴いた。デカンのアフマドナガルでは地元のニザーム・シャーヒー朝（Nizam Shahi dynasty）ブルハーン・ニザーム・シャーに仕え、十二イマーム派法学やスーフィズムの解説書を著して学者として名を残す一方で、政治家としても活躍した。ニザーム・シャー朝の十二イマーム派への改宗は彼によるものといわれている。子孫はのちにアウランガーバードに移った。バダフシャーンでのムハンマド・シャー系イマームとしては1660年ころフダーイ・バフシュが記録されており、インドにおいては1796年アミール・ムハンマド・バーキルが記録に残るムハンマド・シャー派の最後のイマームである。

#### カースィム・シャー派
一方のカースィム・シャー派が姿を現すのは15世紀半ばころからである。カースィム・シャー派は一方でニアマトゥッラー教団に属するスーフィーのタリーカとして活動した。カースィム・シャー派はイラン中央部のアンジェダーン（マルキャズィー州・アラークの東約40km）に外来のスーフィー・シャイフとして姿を現し、ムスタンスィル・ビッラー2世（1480年没）を名乗るイマームのもとサファヴィー朝と十二イマーム派スーフィー・タリーカの援助を受けて勢力を拡大した。これを現在のニザール派は「アンジェダーンの復活」と呼んでいる。アンジェダーンのイマームたちは、シーア化するイランの混乱に乗じて十二イマーム派の名の下でニザール派の勢力を拡大するほか、従来のニザール派の再統合に努めた。前述の通り、中央アジアやインドなど各コミュニティはイマームの代理者としてピールを称する地元有力者が独自に活動を続けていた。イマームは各コミュニティにダーイーを派遣、あるいは自らの著書を配布した。インドのサトパンスィーのようにイランのイマームの権威を拒否したニザール派もいたが、この時代にニザール派は再びイマームの下に統合が成し遂げられてゆく。
しかしながら、サファヴィー朝と十二イマーム派でもそのシャリーアや教義を厳格に解釈する人びともおり、ニザール派としての活動の幅はせばまることになった。前述のシャー・ターヒルの追放はそのあらわれといえよう。1574年には第36代イマーム、ムラード・ミールザーがシャー・タフマースプに処刑され、タキーヤにより十二イマーム派スーフィーの装いで生き延びていった。第40代イマーム・シャー・ニザール（1722年没）のとき、アンジェダーンからマハッラート周辺の村に移った。さらに世紀半ばにはアフガーンの侵入とサファヴィー朝滅亡後の混乱の中、インドのコミュニティに近いイラン東部ケルマーンのシャフレ・バーバクに移動している。
彼らは混乱する情勢を利用してケルマーンで勢力を拡大した。第44代イマーム、サイイド・アブルハサン・カハキーは1756年、ザンド朝のカリーム・ハーン・ザンドによりケルマーンのワーリー（太守）に任じられた。1792年にアブルハサンが没し、シャー・ハリール・アッラーが継承、ヤズドへ移った。1817年にハリール・アッラーが群衆に殺されると、ハサン・アリー・シャーが継承した。ハサン・アリー・シャーはガージャール朝のファトフ・アリー・シャーによってゴム太守に任じられ、マハッラートに領地を与えられた。さらにファトフ・アリー・シャーの娘と結婚、「アーガー・ハーン」の称号も与えられている。モハンマド・シャーの時代にはケルマーン太守に転ずるが、やがて確執を生じ、1841年イランを出て、1848年ムンバイへと移った。
ハサン・アリー・シャーすなわちアーガー・ハーン1世はイギリスの権威と裁定を背景に地元ニザール派コミュニティたるホージャー派におけるイマームの地位を取り戻すことに尽力し、大きな影響力を獲得して1881年に亡くなった。息子アーガー・ハーン2世の短い在位ののち、1885年その子アーガー・ハーン3世が立つ。アーガー・ハーン3世は72年にわたるイマーム位において、世界各地のイスマーイール派の再結集をおこなう一方、イスラーム改革派の政治家・思想家として卓越した業績を残した。議会制の標榜、イスラームにおける女性の人権についての再解釈、教育などの社会福祉向上を目的として活動して、ヨーロッパの上流階級ともたびたび交流し「殿下」の称号で呼ばれた。1957年アーガー・ハーン3世が没し、孫のアーガー・ハーン4世があとを継いだ。彼も祖父の方針を維持してパリを中心とする「アーガー・ハーン開発財団」Agha Khan Development Networkを組織、パキスタン・アフガニスタンなど第三世界各国で社会福祉活動を行っている。またアフガニスタンのイスマーイール派はさまざまな形でアフガニスタン内戦におけるアクターとして活動した（インド移住後の動きの詳細はホージャー派、アーガー・ハーンおよび各アーガー・ハーンの人物記事参照）。
現在ニザール派信徒はインド、パキスタンを中心にアフガニスタン、中国、タジキスタンなど中央アジア・インド方面、タンザニアを中心とする東アフリカ、ミャンマーを中心とする東南アジア方面、そして欧米に数百万人を数える。

## 歴代指導者

### アラムート期
1. ハサニ・サッバーフ
2. キヤー・ブズルグ・ウミード（英語版）
3. ヌールッディーン・ムハンマド・イブン・ブズルグ・ウミード (ムハンマド1世)（ペルシア語版）
4. ハサン・ズィクリヒッサラーム（ハサン2世）
5. ヌール・アッディーン・ムハンマド (ムハンマド2世)
6. ジャラール・アッディーン・ハサン (ハサン3世)（英語版）
7. アラーウッディーン・ムハンマド (ムハンマド3世)
8. ルクヌッディーン・フールシャー（ペルシア語版）

### アーガー・ハーン
- アーガー・ハーン1世ハサン・アリー・シャー・マハッラーティー
- アーガー・ハーン2世アーガー・アリー・シャー
- アーガー・ハーン3世ソルターン・モハンマド・シャー
- アーガー・ハーン4世メヴラーナ・ハーゼル・エマーム・シャー・キャリーム・ホセイニー